# Олимпийский комитет Доминиканской Республики
Олимпийский комитет Доминиканской Республики (исп. Comité Olímpico Dominicano) — организация, представляющая Доминиканскую Республику в международном олимпийском движении. Основан в 1946 году, зарегистрирован в МОК в 1954 году.
Штаб-квартира расположена в Санто-Доминго. Является членом Международного олимпийского комитета, Панамериканской спортивной организации и других международных спортивных организаций. Осуществляет деятельность по развитию спорта в Доминиканской Республике.